# Jerzy Wiktor Waldeck-Pyrmont
Jerzy Wiktor Waldeck-Pyrmont (ur. 4 stycznia 1831, zm. 12 maja 1893) – trzeci władca niemieckiego Księstwa Waldecku i Pyrmontu.

## Życiorys
Urodził się w Arolsen. Jego ojcem był Jerzy II, książę Waldeck-Pyrmont, a matką Emma Anhalt-Bernburg-Schaumburg-Hoym. Po śmierci ojca regencję w jego imieniu sprawowała matka, od 15 maja 1845 do osiągnięcia przez niego pełnoletniości. Zmarł na zapalenie płuc w Marienbad w Czechach i następcą został jego najstarszy syn, Fryderyk Waldeck-Pyrmont.

## Rodzina i potomstwo
Jerzy Wiktor po raz pierwszy ożenił się 26 września 1853 w Wiesbaden z Heleną Nassau, córką Wilhelma księcia Nassau. Mieli siedmioro dzieci: 
- Zofia Nikolina (27 lipca 1854 – 5 sierpnia 1869), zmarła na gruźlicę
- Paulina (19 października 1855 – 3 lipca 1925), żona Aleksandra, księcia Bentheim-Steinfurt
- Maria (23 maja 1857 – 30 kwietnia 1882), żona króla Wilhelma II Wirtemberskiego
- Emma (2 sierpnia 1858 – 20 marca 1934), żona króla Wilhelma III, króla Holandii
- Helena (17 lutego 1861 – 1 września 1922), żona Leopolda, księcia Albany
- Fryderyk (20 stycznia 1865 – 26 maja 1946), ostatni panujący książę Waldeck-Pyrmont, mąż księżniczki Batyldy Schaumburg-Lippe
- Elżbieta (6 września 1873 – 23 listopada 1961), żona Aleksandra, księcia Erbach-Schönberg

Jerzy Wiktor po raz drugi ożenił się w 29 kwietnia 1891 w Luisenlund z Ludwiką Schleswig-Holstein-Sonderburg-Glücksburg. Z tego małżeństwa miał jednego syna, Wolrada Fryderyka (1892–1914), który zginął w działaniach bojowych krótko po wybuchu pierwszej wojny światowej.